# Dongsheng (socken)
Dongsheng (kinesiska: 东胜乡, 东胜) är en socken i Kina. Den ligger i provinsen Sichuan, i den sydvästra delen av landet, omkring 170 kilometer sydost om provinshuvudstaden Chengdu. Antalet invånare är 9 927. Befolkningen består av 4 920 kvinnor och 5 007 män. Barn under 15 år utgör 22,0 %, vuxna 15-64 år 65 %, och äldre över 65 år 12,0 %.
Genomsnittlig årsnederbörd är 1 416 millimeter. Den regnigaste månaden är september, med i genomsnitt 262 mm nederbörd, och den torraste är december, med 15 mm nederbörd.